# Absolut komparativ
Absolut komparativ är när adjektivens komparativform används för att uttrycka en relativt hög grad, till exempel när frasen "Det bor en äldre dam i det där huset" betyder ungefär "Det bor en ganska gammal dam i det där huset".